# Giuseppe Sanna Sanna
Giuseppe Sanna Sanna (Anela, 15 gennaio 1821 – Genova, 4 settembre 1875) è stato un politico italiano.

## Biografia
Fu deputato del Regno di Sardegna in tre legislature, e a seguire fu deputato del Regno d'Italia per una.